# بيريرو (إيطاليا)

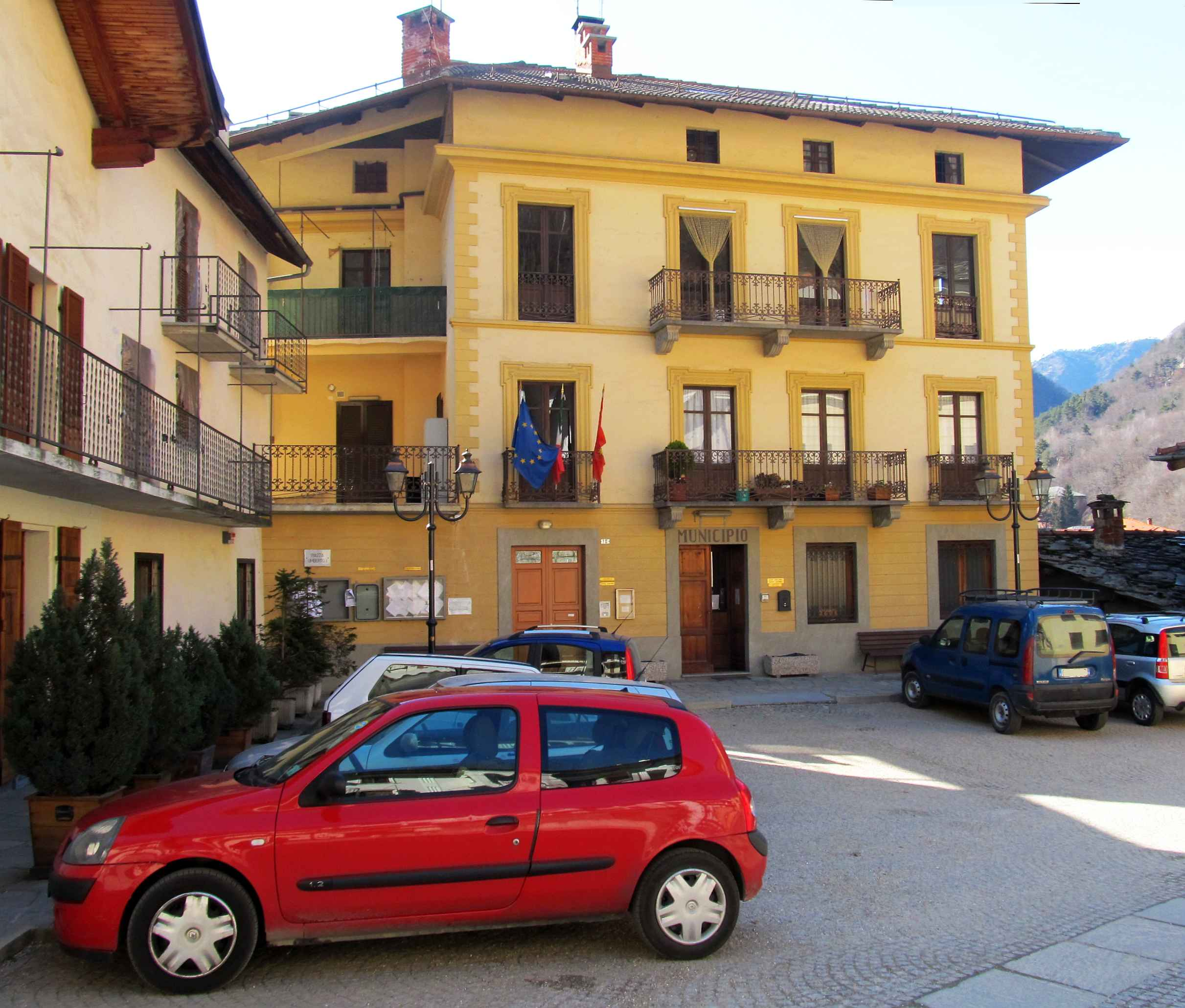
مجلس المدينة

بيريرو (فيفارو- سلسلة جبال الألب: لو بيرييه، الفرنسية: لو بيرييه) هو كومون (البلدية) في مدينة متروبوليتان تورينو في المنطقة الإيطالية من اقليم بيدمونت، و التي تقع على بعد حوالي 40 كيلومتر (25 ميل)في جنوب غربمديتة تورينو. وكان عدد سكانها اعتبارا من 31 ديسمبر من عام 2004 779 نسمة وتبلغ مساحتها حوالي 63.4 كيلومتر مربع (24.5 ميل2).
حيث تقع بيريرو على حدود البلديات التالية: روري, و بيروسا في الارجنتين , وماسيلو, وبوماريتو, وسالزا دي بينيرولو, وبرالي, برامولو, وأنغروغنا، وفيلار بيليس.